# (31530) 1999 CQ128
1999 CQ128 (asteroide 31530) é um asteroide da cintura principal. Possui uma excentricidade de 0.12718660 e uma inclinação de 14.06469º.
Este asteroide foi descoberto no dia 11 de fevereiro de 1999 por LINEAR em Socorro.